# Jan Zidek
Jan Zidek (nacido el 13 de diciembre de 1999 en Praga, República Checa) es un jugador de baloncesto profesional checo que juega en las filas del Club Baloncesto Tizona de Primera FEB. Con 2,04 metros de altura juega en la posición de ala-pívot. Es internacional con la Selección de baloncesto de la República Checa.

## Trayectoria
Nacido en Praga se formó en el USK Future Stars hasta los 17 años, cuando firmó por el USK Praha con el que debutó en la Národní Basketbalová Liga durante la temporada 2017-18.
En 2019, se marcha a Estados Unidos e ingresa en la Universidad Pepperdine, situada en Malibu (California), donde estuvo durante cuatro temporadas disputando la NCAA con los Pepperdine Waves, desde 2019 a 2023.
En su última temporada universitaria, forman parte de los UTC Mocs de la Universidad de Tennessee en Chattanooga, situada en Chattanooga, Tennessee, disputando la NCAA en la temporada 2023-24.
El 13 de julio de 2024, firma por el Club Bàsquet Sant Antoni de Segunda FEB.
El 28 de junio de 2025, firma por el Club Baloncesto Tizona de Primera FEB.

## Internacional
Es internacional con la Selección de baloncesto de la República Checa, tras haber jugado en todas sus categorías inferiores.